# 대진침대
대진침대(영어: Daijin Bed)는 충청남도 천안시 서북구 용정리1길 7에 본사를 둔 침대 제조 기업이다.

## 논란
대진침대 라돈 기준치 초과 검출 사건
2018년 5월에 시중에 유통되던 대진침대의 침대 매트리스 21종에서 방사성 물질인 라돈(Rn-222, Rn-220)이 대량으로 검출되면서 불거진 사건이다.